# Митрофанова, Ольга Даниловна
О́льга Дани́ловна Митрофа́нова (25 августа 1930 — 14 октября 2019) — советский и российский лингвист-русист, доктор филологических наук, член-корреспондент АПН СССР (1990).

## Биография
Окончила Московский государственный педагогический институт имени В. И. Ленина. В Научно-методическом центре русского языка при МГУ имени М. В. Ломоносова, впоследствии преобразованном в Институт русского языка имени А. С. Пушкина, работала с 1968 года. В разные годы занимала должности заведующего сектором обучения студентов-нефилологов, начальника научного отдела, первого проректора и проректора по научной работе. В 2000—2010-е годы — профессор кафедры теории и практики обучения РКИ.
Область научных интересов: стилистика современного русского языка, научный стиль речи, методика преподавания русского языка как иностранного, общее языкознание и русская лингводидактика. В 1974 году защитила докторскую диссертацию «Язык научно-технической литературы как функционально-стилевое единство».
Почётный доктор университета в Брно (Чехия) и Хэйлунцзянского университета (Китай). Награждена орденом «Знак Почёта», почётными знаками и медалями Болгарии, Венгрии, Финляндии, Германии.

## Основные работы
- Язык научно-технической литературы. 1973.
- Научный стиль речи: проблемы обучения. 2 издания: 1976, 1985.
- Методическое руководство для преподавателей русского языка иностранцам (в соавт.). 4 издания: 1976, 1978, 1984, 1988.
- Методика преподавания русского языка как иностранного (в соавт. с В. Г. Костомаровым). 1990.

Автор учебников русского языка для школ ГДР, для лицеев, гимназий и университетов Финляндии, для факультетов повышения квалификации.

## Награды
- Медаль Пушкина (29 мая 2000 года) — за заслуги перед государством, многолетний добросовестный труд и большой вклад в укрепление дружбы и сотрудничества между народами[2].
- Орден «Знак Почёта».
- Медаль А. С. Пушкина (1989 год, Международная ассоциация преподавателей русского языка и литературы)[3].